# Acaena platyacantha
Acaena platyacantha är en rosväxtart som beskrevs av Carlos Luis Spegazzini. Acaena platyacantha ingår i släktet taggpimpineller, och familjen rosväxter.

## Underarter
Arten delas in i följande underarter:
- A. p. elata
- A. p. typica
- A. p. villosa